# Ahr (Rienz)
Az Ahr vagy Ahrn, Ahrnbach, olaszul: Aurino, hegyi folyó Észak-Olaszországban, a Dél-Tirol területén. A Magas-Tauern főgerincén, a Großvenediger csoport és Ziller-völgyi Alpok között, az osztrák–olasz államhatár közelében ered. A felső Ahr-völgyön (Ahrntal), majd a Tauferi Ahr-völgyön (Tauferer Ahrntal) keresztül a Puster-völgybe érkezik, és Brunecknél a Rienz folyóba torkollik, annak legnagyobb mellékfolyója.

## Földrajzi fekvése
A Rieserferner-Ahrn natúrpark területének északkeleti csücskében ered, a dél-tiroli Ahr-völgy (Ahrental) felső végét lezáró katlanban, ahol a Magas-Tauern-hez tartozó Großvenediger csoportjának nyugati széle a Ziller-völgyi Alpok (Zillertaler ALpen) legkeletibb kiszögellésével találkozik, a 2665 m magas Birnlücke-hágóban (Forcella del Picco). A katlant több, 3000 m tszf magasságot elérő vagy közelítő hegycsúcs fogja közre. A Magas-Tauern nyugati főgerince és hágó 1919-ig Tirol belsejében feküdt, a saint-germaini békeszerződés óta az államhatáron fekszik, az ausztriai Salzburg tartomány és az Olaszországhoz csatolt Dél-Tirol között.
Az Ahr három forráspatak egyesüléséből keletkezik, melyek 2500 m tszf magasságban, a hágó alatt fekvő Lahneralm nevű területen (a Lahner-menedékház közelében) folynak össze. Az első forráspatak a Zillertali-ALpokhoz tartozó, 2911 m magas Klockerkarkopf (Vetta d’Italia) csúcs alatt ered. A második forráspatak a Magas-Tauernhez tartozó, 3499 m magas Dreiherrnspitze (Picco dei Tre Signori) alatt, a Lahnerkees nevű gleccser alatt ered, ez a legnagyobb vízhozamú. A harmadik patak – a „hivatalosan bejegyzett forrás” – völgy fő irányában fekszik, a Birnlücke-hágó alatt, a hasonló nevű magashegyi menedékház (Birnlückenhütte) közelében.
Az Ahr végigfolyik az Ahr-völgy teljes hosszában. A völgy felső, északkeletről délnyugat felé lejtő szakaszának neve, Ahr-völgy (Ahrntal) Sand in Taufers községig. Itt két másik völgy csatlakozik bele: keletről a Rain-patak völgye (Raintal / Val di Riva), nyugatról a Mühlwaldi-patak völgye (Mühlwalder Tal / Valle Selva di Molina). Ezek az Ahr-t tápláló két legfontosabb mellékfolyó. A középkor óta itt áll Taufers vára. Innentől lefelé az egyesült Ahr-völgy neve Tauferi-völgy (Tauferer Tal / Val di Tures) vagy „Tauferi Ahr-völgy” (Tauferer Ahrntal / Valli di Tures e Aurina). A völgy déli irányba kanyarodik, Bruneck városának északi pereménél (Sankt Georgen községnél) beletorkollik a Rienz folyóba, amely a Puster-völgy-ben (Pustertal / Valle Pusteria) folyik nyugat felé. 629 km2-es vízgyűjtő területével az Ahr a Rienz legfontosabb mellékfolyója. Vize az Eisack (Isarco) és az Etsch (Adige) folyók vízrendszerén át az Adriai-tengerbe kerül.
Az első lakott hely a forrásvidék alatt Kasern (Casere), amely Prettau (Predoi) hegyi falu része. Ez az Ahr-völgy  legmagasabban fekvő települése (1475 méteren), egyben az első világháború utáni Olaszország legészakibb települése. A völgy felső szakaszának falvai és tanyái, az Ahr forrásvidékétől le egészen Luttach (Luchta, Lutago) községig közigazgatásilag egyetlen községet alkotnak, ez Ahrntal (Valle Aurina). További települések a folyó mentén Sand in Taufers, Mühlen in Taufers, Uttenheim, Gais és a már Bruneckhez tartozó Sankt Georgen.
A két legfontosabb mellékvíz Sand in Taufers térségében táplálja az Ahrt. Winkel községrészben bal felől (keletről) a Rein-patak (Reinbach), Mühlen községrészben jobb felől (nyugatról) a Mühlwaldi-patak (Mühlwalder Bach) folyik bele. További, az Ahr-völgyben beletorkolló patakok jobb felől a Hollenzbach, Trippach, Keilbach, Frankbach, Schwarzenbach, Rohrbach és Weißenbach, bal felől a Windtalbach, Röttalbach és a két Klausen-völgyi patak (Großklausentalbach, Kleinklausentalbach).

## Nevének eredete
Az Ahr régi nevei „Pirlbach” és „Achenbach” volt. A „Pirra” nevet már 1048-ban írásban említik, sőt, kapcsolatba hozzák a Venantius Fortunatus által 585-ben említett „Byrrhus” névvel. A szó töve a görög „pür” (tűz, vörös) szóval rokonítható. Az Ahr folyó forrása, a „Birnlücke-hágó”, és torkolata, a „Birnfeld” nevű mezőség elnevezése máig őrzi a folyó ősi nevét. Az Ahr (Ahrbach) pataknév csak 1830 után tűnik fel. A régi „Pirlbach”  névformát 1772-ben még használták a felső szakaszra.
Az Ahr nevet sok változatban írták (Arn, Ourin, Öweren, de Ören, de Heure, de Eurne, de Oweren, Eurn, Euren, Ewern, Aeuren, Aüren, Äwren, Ern). Töve az indogermán „Awer”, amely vízfolyást jelent. A folyó menti árteret jelentő „Aue” szót (eredete a középfelnémet „ouwe”) is hozzákapcsolták (Ahraue).

## Kapcsolódó irodalom
- Egon Kühebacher.szerk.: Landesdenkmalamt Bozen: Die geschichtlich gewachsenen Namen der Täler, Flüsse, Bäche und Seen, Die Ortsnamen Südtirols und ihre Geschichte, Band 2 (német nyelven). Athesia, 17. o. (1995). ISBN 88-7014-827-0
- Wetter / Pegelstationen (aktuális és vízállás-jelentés). Ahr /Aurino (német (olasz) nyelven). Provincia autonoma di Bolzano. Agenzia provinciale per l’ambiente.. (Hozzáférés: 2017. május 17.)
- Fiumi e torrenti dell’Alto Adige. Qualità biologica dei singoli corsi d’acqua. Fiume Aurino. (olasz nyelven). Provincia autonoma di Bolzano. Agenzia provinciale per l’ambiente.. (Hozzáférés: 2017. május 17.)